# Пуцајући плод
Пуцајући плод је назив за групу појединачних плодова који се отварају на разне начине пуцајући. С обзиром да су то појединачни или прости плодови, настају само из једног плодника.
Овој групи припадају мешак, махуна и чахура, укључујући и посебне типове чахура.

## Примери
Пуцајуће плодове имају: неки љутићи, кандилка, кукурек, божур, луцерка, као и неке детелине и друге биљке.